# Friendly Floatees

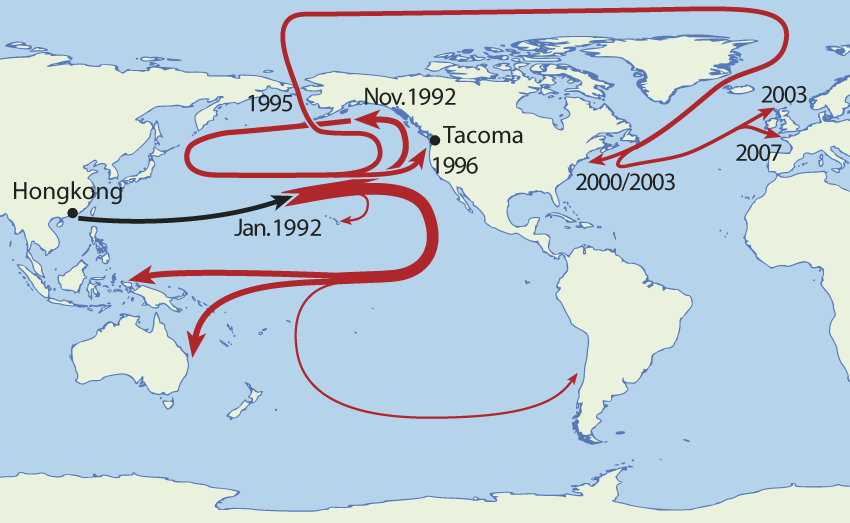
Путь игрушек по Мировому океану

Friendly Floatees («дружелюбные пловцы») — детские пластмассовые игрушки для ванной, получившие известность после событий 1992 года, когда тысячи таких игрушек во время шторма попали в воду и начали своё многолетнее путешествие по морям и океанам. Океанологи использовали данные о перемещении игрушек для изучения морских течений, путешествие пластмассовых изделий по морю неоднократно освещалось в СМИ и послужило основой для художественных произведений.
Хотя во время шторма в море попали упаковки с четырьмя видами пластмассовых игрушек (утята, бобры, лягушки и черепахи), в СМИ закрепилось именование всех Friendly Floatees «резиновыми утятами»:41-42. Океанолог Кёртис Эббесмейер, исследовавший путешествие игрушек по морю, в шутку назвал подмену четырёх видов животных одними утятами «видовым расизмом» (англ. speciesism):47. По мнению американского писателя и журналиста Донована Хона, автора большой статьи о плавающих игрушках в журнале Harper's Magazine (2007), написавшего затем книгу об этих событиях (2011), одной из причин того, что на первый план вышли именно утята, явился, установившийся во второй половине XX века «культ» игрушечного жёлтого утёнка, который фактически стал «водным аналогом котят или крольчат <…> трудно представить себе более маленькое и милое животное, умеющее плавать»:56.

## Путешествие по океану

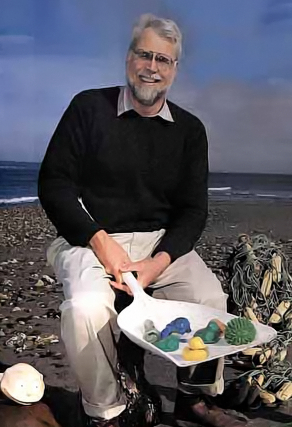
Кёртис Эббесмейер с найденными игрушками

10 января 1992 года контейнеровоз Ever Laurel, идущий из Гонконга в Такому (США), попал в ураган. В точке с координатами 44,7°N, 178,1°E двенадцать контейнеров смыло за борт. В одном из контейнеров, оказавшихся за бортом, находилась партия изготовленных в Китае пластмассовых игрушек компании The First Years Inc. — 7200 упаковок, в каждой из которых находился набор из четырёх полых фигурок животных для ванн (жёлтый утёнок, зелёная лягушка, красный бобёр и синяя черепаха), каждый длиной примерно три дюйма:39. Через несколько часов упаковки расклеились, в результате чего 28 800 игрушек оказались в воде, начав своё многолетнее путешествие по мировому океану.
Спустя десять месяцев, в ноябре 1992 года, первые утята были найдены «бичкомберами» (англ. beachcomber), то есть искателями мусора, который волны выносят на побережье, у берегов Аляски в районе Ситки (что составляет около 2 тыс. миль или 3,2 тыс. км от места крушения). Их также находили на острове Крузов:54-55, севернее на острове Каяк и южнее на острове Коронации:40. Местный учитель, заинтересовавшийся новым видом морского мусора, в июле 1993 года даже дал в газету в Ситке объявление с просьбой сообщать ему о новых находках:40. Он также первым установил, что груз игрушек был произведён компанией The First Years.
К августу 1993 года на восточном берегу залива Аляска было обнаружено порядка 400 игрушек, что составило уже 1,4 % возврата от исходного количества. Узнав об этих находках, пути перемещения утят стали отслеживать океанологи из Сиэтла Кёртис Эббесмейер и Джеймс Ингрехэм, которые уже давно занимались исследованием морских течений, в том числе на основе данных о перемещении морского мусора. Столь большое количество утят было на руку исследователям, поскольку в среднем в аналогичных экспериментах лишь 2 % помещённых в море образцов (типа бутылок) позже удаётся отследить и зарегистрировать по достижении суши. Все данные загружались в компьютерную программу OSCUR (Ocean Surface Currents Simulation), которая позволила предсказать дальнейший путь утят. Эббесмейер и Ингрехэм предположили, что утята будут отнесены к Японии, затем обратно к Аляске, а после через Берингов пролив они попадут в полярное течение, где будут время от времени вмерзать в арктические льды, а спустя несколько лет окажутся в северной Атлантике и достигнут восточного побережья Гренландии, а некоторые — Гольфстрима:46.
Постепенно история плавания утят стала приобретать популярность, о них сообщали и центральные СМИ вроде The Guardian или The New York Times Magazine:41.
В 2003 году утята были замечены на северо-восточном побережье США в штате Мэн:40. Компания — производитель утят The First Years даже объявила награду за нахождение на берегах Новой Англии, Канады или Исландии новых экземпляров, совершивших путешествие.
Ожидалось, что со временем утята доплывут до берегов Великобритании, и в июле 2007 года резиновая утка действительно была обнаружена на берегах Девона, о чём появились заметки в газетах. Тем не менее, вскоре выяснилось, что слухи о надвигающейся армии Friendly Floatees не подтвердились, так как обнаруженная утка была другого типа.
Ещё одна часть утят была отнесена Северо-Тихоокеанским течением южнее от места крушения и достигла берегов Индонезии, Австралии и Южной Америки.
В настоящее время утки-мореходы являются предметом поиска коллекционеров.

## В массовой культуре
Плавание резиновых утят легло в основу нескольких документальных и художественных произведений.
В 2011 году писатель и журналист Донован Хон опубликовал книгу «Моби-Дак: правдивая история 28 800 пропавших в море игрушек для ванной, а также бичкомберов, океанологов, защитников окружающей среды и дураков, включая автора, которые пустились на их поиски»; название книги содержит отсылку к классическому роману «Моби Дик» о поисках необыкновенного белого кита. Плывущий по морю жёлтый утёнок был изображён на обложке автобиографии Эббесмейера, вышедшей в 2009 году и посвящённой его исследованиям плавучего морского мусора.
Вдохновлённый статьёй, рассказывавшей о плавании Friendly Floatees, детский писатель Эрик Карл в 2005 году выпустил книжку с картинками «Десять резиновых утят» (10 Little Rubber Ducks); в 2015 году она была переведена на русский язык. В книжке рассказывается о том, как во время шторма десять игрушечных жёлтых утят оказались в море, а потом каждый из них поплыл своим путём и встретился с каким-то животным (фламинго, пеликаном, чайкой и пр.). Ещё одной книжкой с картинками о жёлтом резиновом утёнке, попавшем в море, стала «Даки» (Ducky) Эвы Бантинг с иллюстрациями Дэвида Вишневского (оба — лауреаты Медали Калдекотта), изданная в 2004 году.
В 2014 году телеканалы Disney Channel и Disney Junior показали анимационный фильм «Счастливый утёнок», частично основанный на истории Friendly Floatees.
В 2013 году в эпизоде 7 второго сезона телесериала «Смерть в раю» под названием «Штормовое происшествие» (A Stormy Occurrence) герои упоминают случай 1992 года и Эббесмейера в связи с тем, что среди улик в расследовании фигурирует резиновый утёнок с надписью «Ещё один для Кёртиса».